# كلادينة شعاعية
كلادينة شعاعية (الاسم العلمي:Caladenia radiata) هي نوع من النباتات تتبع جنس الكلادينة من الفصيلة السحلبية.